# Гребинський Ігор Михайлович
Ігор Михайлович Гребинський (нар. 21 січня 1985, Івано-Франківськ, Українська РСР) — український футболіст, захисник. Чемпіон всесвітньої студентської універсіади 2007, 2009 років, майстер спорту України міжнародного класу з футболу.